# Szczeciniak (osada)
Szczeciniak (niem. Stettenbruch) – osada w Polsce, położona w województwie warmińsko-mazurskim, w powiecie kętrzyńskim, w gminie Srokowo.
W latach 1975–1998 miejscowość administracyjnie należała do województwa olsztyńskiego.

## Historia
W 1913 właścicielem majątku był Kurt Wessel, a zarządcą Korzik. Majątek miał powierzchnię ogólną 607 ha, w tym 415 ha gruntów ornych, 106 ha użytków zielonych i 70 ha lasów. W majątku prowadzono hodowle 84 koni, 165 szt. bydła (w tym 65 krów) 554 szt. owiec i 106 szt. trzody chlewnej. Przed rokiem 1945 następnym właścicielem majątku był generał Hilmer, a zarządcą Hammerschmidt.
Przed rokiem 1945 w Szczeciniaku była szkoła jednoklasowa.
Dawny majątek ziemski, po II wojnie światowej PGR, w ostatnim okresie funkcjonowania PGR wchodził w skład wielozakładowego PGR w Srokowie. W tym okresie w Szczeciniaku uruchomiono fermę na 7 tys. szt. trzody chlewnej.
Liczba mieszkańców: w roku 1925 osób – 214, w 1939 – 163 osoby, 2010 – 186 osób.